# Accord de septième d'espèce
En harmonie tonale, un accord de septième d'espèce est un accord de quatre notes dont la morphologie est différente de celle de l'accord de septième de première espèce, c'est-à-dire de l'accord de septième de dominante avec ou sans fondamentale (accord parfait majeur + septième mineure). L'emploi des septièmes d'espèce est moins fréquent que celui de la première espèce.
Rappelons au préalable que les accords de quatre notes placés sur la sensible de chaque mode doivent être analysés, non pas comme des accords de septième, mais comme des accords de neuvième de dominante sans fondamentale.

## Généralités
Contrairement à la septième de dominante, la septième d'espèce doit être strictement préparée, c'est-à-dire qu'elle doit être entendue, dans l'accord précédent, à la même hauteur et dans la même partie.
L'enchaînement naturel de ces accords se fait sur la fondamentale située une quinte au-dessous. La septième, seule note attractive dans ces accords, peut faire une résolution exceptionnelle, tout comme dans l'accord de septième de dominante. Un enchaînement exceptionnel peut avoir lieu sur n'importe quel autre accord.
Le IVe degré des deux modes, dont la quinte inférieure aboutit à la sensible, peut faire son enchaînement ordinaire soit sur la fondamentale située à la quarte juste inférieure, soit sur la fondamentale située à la tierce mineure inférieure.

## Appellation et chiffrage des divers états
À l'exception des accords de dominante, le chiffrage des différentes espèces d'accord de septième est identique pour chaque état. En cas d'altérations accidentelles, le chiffrage de ces diverses espèces fera apparaître les altérations en question conformément aux règles habituelles.
- Accord de septième d'espèce fondamental

L'accord de septième d'espèce fondamental est l'état fondamental d'un accord de septième d'espèce — il est possible de préciser son espèce : accord de septième mineure fondamental, accord de septième majeure fondamental, etc.
Il se chiffre : « 7 ».
Exemple : ré, fa, la, do.
- Accord de quinte et sixte

L'accord de quinte et sixte est le premier renversement de l'accord de septième d'espèce.
Il se chiffre : « 6 » et « 5 ».
Exemple : fa, la, do, ré.
- Accord de tierce et quarte

L'accord de tierce et quarte est le deuxième renversement de l'accord de septième d'espèce.
Il se chiffre : « 4 » et « 3 ».
Exemple : la, do, ré, fa.
- Accord de seconde

L'accord de seconde est le troisième renversement de l'accord de septième d'espèce.
Il se chiffre : « 2 » — ou encore, « 2 », « 4 » et « 6 », si une altération accidentelle doit apparaître.
Exemple : do, ré, fa, la.

## Septième mineure
Placé sur les IIe, IIIe et VIe degrés du mode majeur, et sur le IVe du mode mineur, l'accord de septième mineure constitue la 2e espèce de l'accord de quatre notes.
- Formé d'un accord parfait mineur et d'une septième mineure, il est très employé sur le IIe degré du mode majeur, quand celui-ci monte à la dominante : il est dans ce cas apparenté à l'accord de IVe degré auquel il se substitue très souvent pour jouer le rôle d'accord préparatoire.

- Exemples d'enchaînements ordinaires (A, B, C et D), et exceptionnels (E et F) de la septième mineure :

## Septième mineure et quinte diminuée
Exclusivement situé sur le IIe degré du mode mineur et le VIIe degré du mode majeur (elle est alors appelée 7e de sensible), l'accord de septième mineure et quinte diminuée constitue la 3e espèce de l'accord de quatre notes.
- Formé d'un accord de quinte diminuée et d'une septième mineure, il est le plus souvent enchaîné au Ve degré, et joue lui aussi le rôle d'accord préparatoire.

- Exemples d'enchaînements ordinaires (G, H, I et J), et exceptionnels (K et L) de la septième mineure et quinte diminuée :

## Septième majeure
Placé sur les Ier et IVe degrés du mode majeur, et sur le VIe du mode mineur, l'accord de septième majeure constitue la 4e espèce de l'accord de quatre notes.
- Il est formé d'un accord parfait majeur et d'une septième majeure : cet intervalle, renversement du demi-ton diatonique, rend cet accord très dissonant.

La quarte et sixte de cadence ne peut être employée avec une septième, ceci, à cause du double mouvement obligé de sa septième et de sa fondamentale — la quarte de la basse —, qui provoquerait des septièmes parallèles, ou pire, des secondes parallèles. Le deuxième renversement de l'accord de quatre notes placé sur le Ier degré, même sur temps fort, ne saurait donc être considéré comme une quarte et sixte de cadence, mais comme un accord de Ier degré, faisant un enchaînement ordinaire sur le IVe degré (exemple O).
- Exemples d'enchaînements ordinaires (M, N, O et P), et exceptionnels (Q et R) de la septième majeure :

## Septième diminuée
Placé sur le VIIe degré du mode mineur harmonique, l'accord de septième diminuée constitue la 5e espèce de l'accord de quatre notes. Il peut également être considéré comme une neuvième de dominante sans fondamentale.
- Il est formé d'un accord de quinte diminuée et d'une septième diminuée (empilement de tierces mineures) ; cette construction demeure quelle que soit le renversement[2].
- Il n'existe à l'oreille que trois accords de septième diminuée auxquels on ajoute, à l'écrit, leurs enharmonies. Il s'ensuit qu'un même accord peut appartenir à plusieurs tonalités ; cela en fait un excellent pivot de modulation[2].

## Septième majeure et parfait mineur
Placé sur le Ier degré du mode mineur harmonique, l'accord de septième majeure et parfait mineur constitue la 6e espèce de l'accord de quatre notes.
- La septième d'un tel accord ne peut faire une résolution régulière puisque le degré inférieur n'est pas conjoint — entre le VIIe degré et le VIe, il y a mouvement disjoint, puisque l'intervalle est une seconde augmentée. Seul un enchaînement exceptionnel pourra donc être envisagé dans ce cas.

- Cet accord peut être analysé comme un accord comportant des notes étrangères — broderie, note de passage, appoggiature, etc.

## Septième majeure et quinte augmentée
Placé sur le IIIe degré du mode mineur, l'accord de septième majeure et quinte augmentée constitue la 7e espèce de l'accord de quatre notes.
- Cet accord peut également être analysé comme un accord comportant des notes étrangères, ou plus fréquemment, comme un accord de septième majeure dont la quinte est affectée d'une altération ascendante.